# Rivula barbipennis
Rivula barbipennis är en fjärilsart som beskrevs av George Francis Hampson 1897. Rivula barbipennis ingår i släktet Rivula och familjen nattflyn. Inga underarter finns listade.